# Чаннин (Баошань)
Чанни́н (кит. упр. 昌宁, пиньинь Chāngníng) — уезд городского округа Баошань провинции Юньнань (КНР).

## История
Уезд был образован в 1933 году из смежных территорий уездов Баошань и Шуньнин. Так как до Синьхайской революции в уезде Баошань размещались власти Юнчанской управы, то в качестве названия уезда были взяты последние иероглифы из названий Юнчан и Шуньнин.
После вхождения провинции Юньнань в состав КНР в 1950 году был образован Специальный район Баошань (保山专区), и уезд вошёл в его состав. В 1956 году Специальный район Баошань был расформирован, и уезд перешёл в состав Дэхун-Дай-Качинского автономного округа. В 1963 году Специальный район Баошань был воссоздан, и уезд вернулся в его состав. В 1970 году Специальный район Баошань был переименован в Округ Баошань (保山地区).
Постановлением Госсовета КНР от 30 декабря 2000 года округ Баошань был преобразован в городской округ.

## Административное деление
Уезд делится на 5 посёлков, 5 волостей и 3 национальные волости.